# Mileewa butleri
Mileewa butleri är en insektsart som beskrevs av William Lucas Distant 1918. Mileewa butleri ingår i släktet Mileewa och familjen dvärgstritar. Inga underarter finns listade i Catalogue of Life.